# Municipio de Farmington (Dakota del Norte)
El municipio de Farmington (en inglés: Farmington Township) es un municipio ubicado en el condado de Walsh en el estado estadounidense de Dakota del Norte. En el año 2010 tenía una población de 176 habitantes y una densidad poblacional de 1,87 personas por km².

## Geografía
El municipio de Farmington se encuentra ubicado en las coordenadas 48°29′58″N 97°28′11″O / 48.49944, -97.46972. Según la Oficina del Censo de los Estados Unidos, el municipio tiene una superficie total de 94.01 km², de la cual 94,01 km² corresponden a tierra firme y (0 %) 0 km² es agua.

## Demografía
Según el censo de 2010, había 176 personas residiendo en el municipio de Farmington. La densidad de población era de 1,87 hab./km². De los 176 habitantes, el municipio de Farmington estaba compuesto por el 92,05 % blancos, el 0,57 % eran amerindios, el 7,39 % eran de otras razas. Del total de la población el 13,07 % eran hispanos o latinos de cualquier raza.